# Stadio Libero Liberati
Libero Liberati – wielofunkcyjny stadion sportowy znajdujący się w mieście Terni we Włoszech. 
Swoje mecze rozgrywa na nim zespół Ternana Calcio. Jego pojemność wynosi 20 095.